# 小橋正佳
小橋 正佳（こばし ただよし、1975年8月10日 - ）は、大阪府三島郡島本町出身の元プロ野球選手（投手・右投右打）、俳優。所属事務所は、アーティストボックス。

## 来歴・人物

### プロ入り以前
父・小橋洋は尼崎市立尼崎高等学校（後に自身が在学）の野球部監督として、後にヤクルトでチームメイトになった先輩である池山隆寛らを指導した。その父の影響で小学校2年生の時から野球を始め、1993年には在学していた市立尼崎高校がセンバツ有力候補となるが、惜しくも落選する。同年夏の兵庫県大会も3回戦で敗退したが、長身から繰り出される高い威力のある速球で注目され、1993年のドラフト会議にてヤクルトスワローズ（現：東京ヤクルトスワローズ）から5位指名を受け、同年11月29日に契約金4000万円、年俸400万円の契約条件で入団に合意した。背番号は64。

### プロ入り後
プロ1年目の1994年は二軍（イースタン・リーグ）でも登板機会はなく、体力づくりに専念した。
2年目の1995年は二軍で7試合（投球回：14回2/3イニング）を投げて0勝1敗・防御率2.45の成績だった。
その後も一軍（セントラル・リーグ）公式戦で登板する機会はなく、1997年10月8日、球団から戦力外通告を言い渡された。同年限りで現役を引退。

### 俳優転向後
その後は俳優に転向し、27歳より石原プロモーションの下でアクション俳優の実績を積み、映画やドラマなどで活動を続けている。
2014年3月に、日本学生野球協会から学生野球資格回復に関する規則 第4条による認定者となり、学生への野球指導が可能となる。

## 詳細情報

### 年度別投手成績
- 一軍公式戦出場なし[11]

### 背番号
- 64 （1994年 - 1997年）[5]

## 出演

### テレビドラマ
- 西部警察 SPECIAL[4]（2004年10月31日、テレビ朝日）
- 弟[4]（2004年、テレビ朝日）
- 祇園囃子[4]（2005年、テレビ朝日）
- おいしいごはん 鎌倉・春日井米店[4]（2007年、テレビ朝日）
- 刑事の証明[4]（2008年7月16日、テレビ東京・BSジャパン共同制作）
- リーガルハイ[4] 最終話（2013年、フジテレビ）
- ルーズヴェルト・ゲーム[4]（2014年4月27日 - 6月22日、TBS） - 鷺宮 役[11]
- 流星ワゴン[4]（2015年、TBS） - 若い衆 役
- 西村京太郎サスペンス 十津川警部シリーズ4（2015年10月16日、TBS）[4]
- 税務調査官・窓際太郎の事件簿33[4]（2018年3月5日、TBS） - 景浦 役
- この世界の片隅に 第1話[4]（2018年7月15日、TBS）
- 昭和元禄落語心中 第8話[4]（2018年11月30日、NHK総合）
- スキャンダル専門弁護士 QUEEN 第5話（2019年2月7日、フジテレビ）[4]
- 神酒クリニックで乾杯を 第9話・最終話[4]（2019年3月23日・30日、BSテレビ東京）
- 名もなき復讐者 ZEGEN 第2話[4]（2019年9月6日、関西テレビ）
- みをつくし料理帖スペシャル 後編[4]（2019年12月21日、NHK総合）
- 極主夫道 第3話[4]（2020年10月25日、読売テレビ制作・日本テレビ）

### 配信ドラマ
- 特命係長 只野仁 AbemaTVオリジナル2[4]（2018年、AbemaTV）

### 映画
- レディ・ジョーカー（2004年12月11日、平山秀幸監督、東映）[4]
- 藁の楯 わらのたて（2013年4月26日、三池崇史監督、ワーナー・ブラザース映画）[4]
- 土竜の唄 潜入捜査官REIJI（2014年2月15日、三池崇史監督、東宝）[4]
- クズとブスとゲス（2015年11月22日、奥田庸介監督、アムモ98）[4]
- テラフォーマーズ（2016年4月29日、三池崇史監督、ワーナー・ブラザース映画）[4]
- 土竜の唄 香港狂騒曲（2016年12月23日、三池崇史監督、東宝）[4]
- 無限の住人（2017年4月29日、三池崇史監督、ワーナー・ブラザース映画）[4] - 司戸の手下 役
- 彼女がその名を知らない鳥たち（2017年10月28日、白石和彌監督、クロックワークス）[4]
- 3D彼女 リアルガール（2018年9月14日、英勉監督、ワーナー・ブラザース映画）[4]
- 許された子どもたち（2020年6月1日、内藤瑛亮監督、SPACE SHOWER FILMS）[4]

### 舞台
- この大地を照らす暁の如く（2009年、BIG TREE THEATER）[4]
- 笑う警官（2013年、笹塚ファクトリー）[4]
- トワイライトムーン（2013年、ウッディシアター中目黒）[4]
- ありがとう（2014年、阿佐ヶ谷産業商工会館）[4]
- マコベス（2015年、阿佐ヶ谷産業商工会館）[4]
- ひらひら（2016年、明石スタジオ）[4]
- 夜光（2017年、シアターΧ）[4]

### CM
- フマキラー - 虫から家を守る！バリアキャンペーン（2020年）[4]